# Козлов, Виктор Николаевич (кларнетист)
Виктор Николаевич Козлов (24 сентября 1921, Брянск — 26 августа 2006, Санкт-Петербург) — российский кларнетист и музыкальный педагог, артист симфонического оркестра Ленинградского академического театра оперы и балета имени С. М. Кирова, участник легендарного исполнения 7-й симфонии Дмитрия Шостаковича 9 августа 1942 года в блокадном Ленинграде.

## Биография
Виктор Николаевич Козлов родился 24 сентября 1921 года в Брянске. Первым его учителем на кларнете был отец — кларнетист-любитель. В 1935 году Виктор Козлов поступил в Брянский музыкальный техникум в класс кларнета, который вёл (за неимением профессиональных кларнетистов) немецкий пианист Карл Фор.
Проучившись в Брянске два года, в 1937 году В. Н. Козлов поехал в Ленинград продолжать музыкальное образование и поступил в музыкальное училище им. Мусоргского в класс кларнета к солисту оркестра Ленинградской филармонии Владимиру Генслеру. Свободных мест в общежитии не было, поэтому молодой музыкант поступил на работу (а впоследствии и на военную службу) в образцовый духовой оркестр Ленинградского военного округа.
Во время войны проходил службу в блокадном Ленинграде, а в 1942 был вызван в оркестр п/у Карла Элиасберга для подготовки к исполнению 7-й симфонии Дмитрия Шостаковича, которое состоялось 9 августа 1942 года в Большом зале Ленинградской филармонии.
После окончания ВОВ, демобилизовавшись из армии, в 1945 году Виктор Николаевич поступает в Ленинградскую консерваторию в класс профессора В. И. Генслера, которую оканчивает в 1950 году. В 1945 году поступил на работу в оркестр Ленинградского академического театра оперы и балета им. С. М. Кирова, в котором проработал до 1965 года.
С 1948 года преподавал в музыкальных школах Ленинграда: в 1948—1950 — в музыкальной школе Ленинского района, в 1950—1954 в музыкальной школе им. Римского-Корсакова, в 1965—1987 в музыкальной школе-интернате. С 1975 года работал также артистом Ленфильма, снявшись за 30 лет более чем в 100 кинокартинах.
Виктор Николаевич Козлов скончался 26 августа 2006 года в Санкт-Петербурге.